# Título profesional de abogado
El título profesional de abogado/a o título de abogado/a, es la autorización o licencia para poder ejercer la abogacía en España.
El título se obtiene tras superar la prueba de acceso a la abogacía. Lo expide el Ministerio de Justicia del Gobierno de España.
El título de abogado fue creado en el año 2006 con la Ley 34/2006, de 30 de octubre. Hasta la entrada en vigor de dicha ley, no existía un "título de abogado" como tal en España. Hasta el año 2011 con la Licenciatura en Derecho solamente era posible colegiarse en algún Colegio de Abogados y ejercer la abogacía, pero desde ese año el sistema cambió.

## El título profesional de abogado (2006)
Para unir todos los sistemas de práctica legal, España reformó la práctica legal en el año 2006. La Ley 34/2006, de 30 de octubre, sobre el acceso a las profesiones de abogado y procurador de los tribunales introdujo el Título Profesional de Abogado:

Artículo 1. Objeto y finalidad de la ley.
1. Esta ley tiene por objeto regular las condiciones de obtención del título profesional de abogado y el título profesional de procurador de los tribunales, como colaboradores en el ejercicio del derecho fundamental a la tutela judicial efectiva, con el fin de garantizar el acceso de los ciudadanos a un asesoramiento, defensa jurídica y representación técnica de calidad.
2. La obtención del título profesional de abogado en la forma determinada por esta ley es necesaria para el desempeño de la asistencia letrada en aquellos procesos judiciales y extrajudiciales en los que la normativa vigente imponga o faculte la intervención de abogado, y, en todo caso, para prestar asistencia letrada o asesoramiento en Derecho utilizando la denominación de abogado; todo ello sin perjuicio del cumplimiento de cualesquiera otros requisitos exigidos por la normativa vigente para el ejercicio de la abogacía.

4. La obtención de los títulos profesionales de abogado o procurador será requisito imprescindible para la colegiación en los correspondientes colegios profesionales.
Ley 34/2006, de 30 de octubre.

De esta manera la mencionada Ley creó este título profesional que antes del año 2006 no existía en España como tal, estableció que es el requisito básico para poder colegiarse y ejercer la abogacía.

## El nuevo acceso a la abogacía (2011)
Para aplicar y desarrollar esa Ley se aprobó el reglamento en virtud del Real Decreto 775/2011, de 3 de junio, por el que se aprueba el Reglamento de la Ley 34/2006, de 30 de octubre, sobre el acceso a las profesiones de abogado y procurador de los tribunales y se modificó el sistema de acceso a la práctica legal.
Hasta 2011 con la Licenciatura en Derecho solamente ya podía colegiarse y ejercer la abogacía, pero, en 2011 el Real Decreto 775/2011, de 3 de junio, estableció lo siguiente:

Artículo 2. Requisitos generales.
1. La obtención del título profesional de abogado o de procurador de los tribunales requiere el cumplimiento de los siguientes requisitos:
a) Estar en posesión del título de Licenciado en Derecho, Graduado en Derecho o de otro título universitario de Grado equivalente que reúna los requisitos establecidos en el artículo 3 de este reglamento.
b) Acreditar la superación de alguno de los cursos de formación comprensivos del conjunto de competencias necesarias para el ejercicio de dichas profesiones en los términos previstos en este reglamento.
c) Desarrollar un periodo formativo de prácticas en instituciones, entidades o despachos, relacionados con el ejercicio de esas profesiones.

d) Superar la prueba de evaluación final acreditativa de la respectiva capacitación profesional.
Real Decreto 775/2011, de 3 de junio.

Con lo que para la obtención del Título Profesional de Abogado es necesario:
- Grado en Derecho
- Máster en abogacía
- Pasantía Jurídica
- Prueba de acceso a la abogacía

Por lo que, desde 2011, el nuevo acceso a la práctica legal requiere: grado en Derecho (4 años), máster en abogacía (18 meses) y la prueba de acceso a la abogacía. Supone una formación total de unos 6 años hasta la práctica efectiva como abogado.
Una vez superada la prueba de acceso a la abogacía el Ministerio de Justicia del Gobierno de España otorga a dicha persona el título de abogado/a y con el título puede colegiarse y ejercer la abogacía.